# Maximiliano Larrosa
Maximiliano Daiver Larrosa (nacido el 28 de marzo de 1992 en Maldonado) es un karateka uruguayo, Es uno de los tres medallistas de la disciplina en la historia de Uruguay en los Juegos Panamericanos.
Tiene una gran rivalidad con el brasilero Douglas Brose, habiendo sido su última victoria ante él en el Campeonato Panamericano Senior que tuvo lugar en mayo de 2023 en San José (Costa Rica).

## Premios
- en el Campeonato Panamericano de Karate, Costa Rica, 2023[2]
- en el Campeonato Panamericano de Karate, Curazao, 2022[3]
- en el US Open, Las Vegas, Estados Unidos, 2022[4]
- en los Juegos Suramericanos, Asunción, Paraguay, 2022
- en los Juegos Panamericanos de 2019, Lima, Perú[5]
- en el Campeonato Panamericano de Karate, Panamá, 2019[2]
- en los Juegos Suramericanos, Punata, Bolivia, 2018
- en el Campeonato Panamericano de Karate, Santiago de Chile, 2018[2]
- en el Campeonato Sudamericano de Karate, Santa Cruz de la Sierra, Bolivia, 2017[6]
- en el Mundial Universitario de Karate, Braga, Portugal, 2016[1]
- en el Campeonato Sudamericano de Karate, Cartagena de Indias, Colombia, 2016[7]
- en el Campeonato Panamericano de Karate, Perú, 2014[2]
- en el Campeonato Panamericano de Karate, Buenos Aires, 2013[2]